# Wallago attu
Wallago attu är en fiskart som först beskrevs av Bloch och Schneider, 1801.  Wallago attu ingår i släktet Wallago och familjen malfiskar. IUCN kategoriserar arten globalt som nära hotad. Inga underarter finns listade i Catalogue of Life.

## Bildgalleri

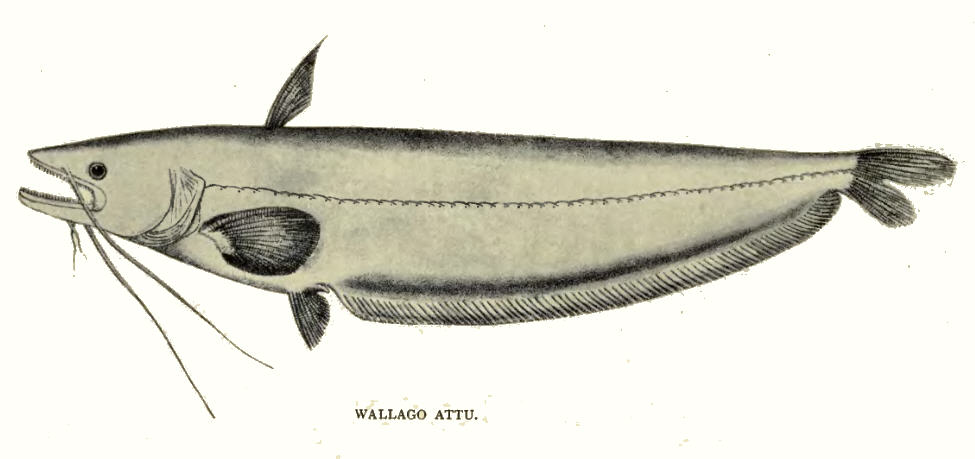